# Серединна Європа

Mitteleuropa — Кордони культурні та політичні.

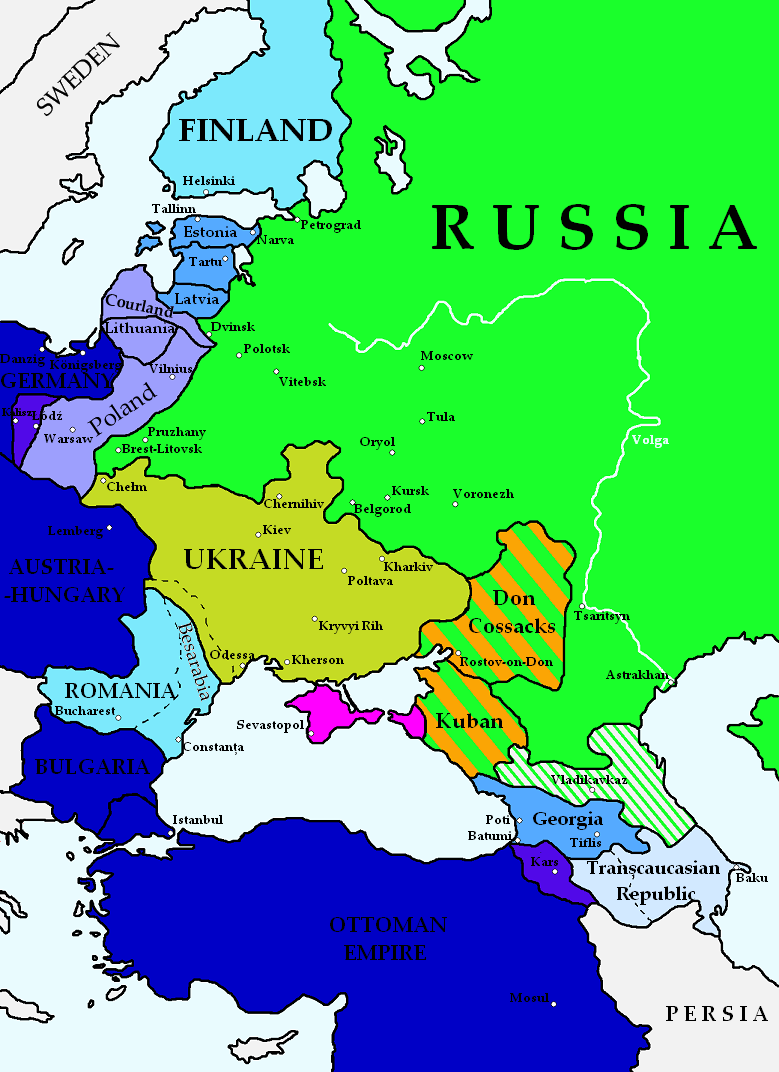
Проєкт під час першої світової:
Синім — Німеччина
Світло-синім — країни, залежні економічно від Німеччини
Жовтим — Україна і можливі козацькі держави — економічні партнери і союзники Німеччини

Серединна Європа (нім. Mitteleuropa) — геополітичний проєкт, створений до Першої світової війни низкою німецьких інтелектуалів, економістів, політологів, соціологів, істориків, журналістів. Один з основних авторів — Фрідріх Науманн.
Спершу це була спроба сформулювати не лише новий політичний устрій Європи, який би враховував її історичну, регіональну, культурну та федеральну за духом специфіку, а й пропозиція укріплення Східної Європи як нерозривної складової Старого Світу.
Серединна Європа — потужний політико-економічний простір між Францією та Росією — з одного боку, та між Балтійським і Середземноморським простором — з другого.
Проєкт враховував право народів Східної Європи на самовизначення та їх звільнення з-під російської імперської експансії, але цій федеративній мегадержаві з демократичним устроєм відбутися не судилося.
За своєю суттю, Серединна Європа — демократичний проєкт центрально-східного Європейського Союзу, в якому враховувалася конфесійна, етнокультурна, мовна і навіть господарсько-регіональна специфіка країн-учасниць. Кожна з держав, незалежно від власних ресурсів, політичних позицій і своєї геополітичної ролі, не втрачала свого суверенітету. Міжнаціональні конфлікти мала вирішувати міждержавна структура безпеки (на взір ООН).
Ідеї проєкту Серединна Європа активно пропагувалися у створеному журналі «Серединна Європа». Надалі вони знайшли продовження в потужній течії культурної центрально-східноєвропейської інтеграції, яскраві представники якої — письменники Чеслав Мілош та Мілан Кундера.